# Data de Posorja
Data de Posorja es una localidad en el suroeste de la Provincia del Guayas, en Ecuador

## Localización
Situada a 17 km  de General Villamil Playas, tiene como poblaciones cercanas a El Morro, Puerto El Morro, Data de Villamil y Posorja.

## Población
Cuenta con una población aproximada de 2.000 habitantes.

## Orografía
El terreno es plano, aunque el acceso al lugar es por una carretera algo sinuosa.

## Hidrografía
El río Arena, Moñones y Tambiche, tienen corriente de agua solamente en invierno. 

## Flora
Dentro de su flora más significativa se encuentra el algarrobo, cullulle, muyuyo, aromo, cascol, ciruelas verdes rojas y amarillas, junquillo, ceibo, pitajaya, balsa, eucalipto entre otros. Sin embargo las prolongadas sequías y el clima han convertido al suelo del sector casi en un desierto. En algunos lugares se encuentran plantas de algarrobo y algarrobito.

## Fauna
Se puede encontrar una variedad de avifauna como: gaviotas, garzas, pelícanos, albatros, cucube, etc. Cabe recalcar que en ciertas épocas llegan a nuestras costas variedad de especies como por ejemplo: lobos marinos, piqueros patas azules incluyendo una gran variedad de ballenas.
Además el mar entrega toda su riqueza al cantón con la abundancia de peces y entre ellos: corvina, róbalo, berrugate, cazón, camotillo y sierra entre otros. 

## Economía local
Los pobladores del sector se dedican a la pesca y cría de ganado como chivos, cerdos, gallinas y pavos.
El turismo es la fuente de mayor ingreso económico, aunque desarrollado en gran medida, carece de implementación de servicios. En la temporada invernal, Carnaval y Semana Santa, su playa Playa Varadero es muy concurrida, tanto por los turistas como por habitantes de Posorja, El Morro, Guayaquil, entre otros. La infraestructura hotelera del sector se limita al Hostal Maresia el cual posee servicio de habitaciones con baño privado; recepción de alojamiento las 24 horas, cocina compartida y organiza excursiones. Pero también ofrece la estadía de General Villamil Playas con 41 lugares de alojamiento con una capacidad de 2400 plazas entre hoteles, hostales, hosterías y residencias.
El balneario, el comercio y las artesanías son otros de los ingresos que favorecen al desarrollo turístico. Así mismo los pescadores tienden a comercializar los sobrantes de la pesca en las procesadoras de Posorja para mejorar su economía.
La venta de alimentos preparados únicamente con marisco es también una gran fuente de ingreso, existe una variedad de platos típicos, entre los más apetecidos esta la variedad de ceviches de camarón, concha, pulpo, arroz marinero, pescados enteros al carbón, encebollado de albacora, ensaladas de: pangoras, churos o jaiba que son muy apetecidas por los turistas.
Además cabe recalcar que las prolongadas sequías y el clima ardiente han desertificado el suelo, es por ello que en el sector de Data de Posorja existen cultivos de maíz no muy significativos dentro de la economía de la población.

## Turismo
Posee unas encantadoras playas con una extensión aproximada de 2,5 km donde se puede aprovechar para tomar un refrescante baño. Es un lugar apacible, destinado para el descanso. 
Entre sus lugares a visitar están la Iglesia de la Parroquia cuya forma octogonal y diseñada únicamente con una cubierta de forma estrellada hacen de este hito religioso un lugar espiritual único ubicado justamente  a la entrada de la población.
Justo atrás de la Iglesia existe una bajada a la Playa que los turistas visitan a menudo para observar la puesta de sol y el pasar de las embarcaciones que arriban y salen del puerto de Guayaquil.
Data de Posorja ofrece también a sus turistas la Playa Varadero que a partir del 2010 tuvo un importante proceso de regeneración urbana impulsado por la Municipalidad de Guayaquil. El balneario tiene una longitud de 2,5 kilómetros de extensión de playa y se encuentran instalaciones de patios de comida y baños.

## Fiestas patronales
- 19 de marzo: San José, romerías, procesión y fiesta en honor al Santo Patrono.
- Semana Santa: Procesión y misa.